# Pepperoni

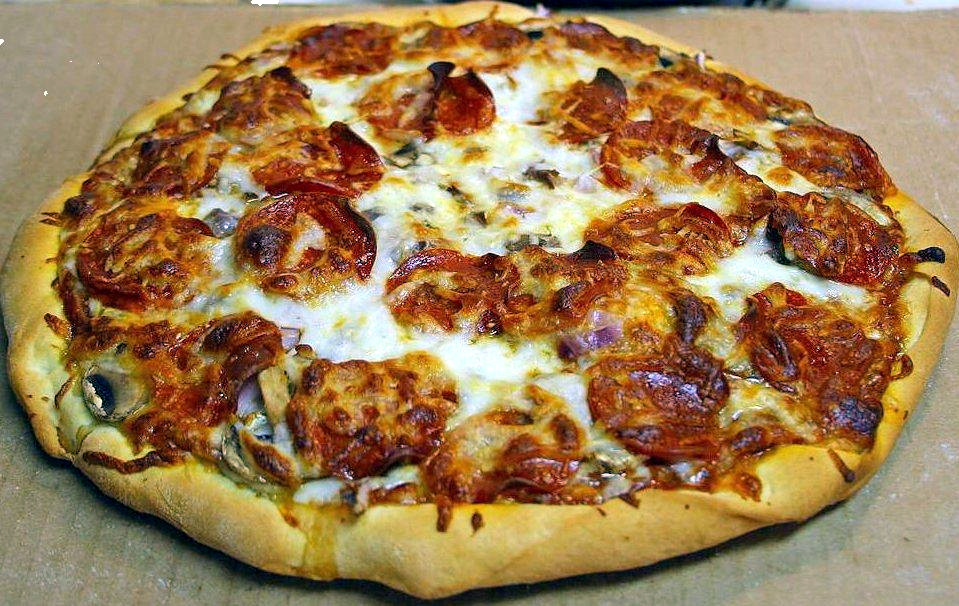
Een pizza met pepperoni, ui en champignons.

Pepperoni is een scherpe variant van salami. Pepperoni wordt gemaakt van een combinatie van varkensvlees en rundvlees. Er kan ook kip aan worden toegevoegd. Pepperoni is geen Italiaanse worst. Pepperoniworst wordt in Nederland en vooral in de Verenigde Staten gebruikt op pizza. De worst is ongeveer 2,5 tot 5 cm in diameter.
Pepperoni kan gezien worden als een afgeleide van de gekruide salamivarianten uit Zuid-Italië, zoals de salsiccia Napoletana piccante, een kruidige, droge worst uit Napels, of de soppressata uit Calabrië. In tegenstelling tot deze worsten wordt pepperoni gerookt en heeft deze een fijnere structuur.